# 林是见
林是見（韩语： Im Sihyeon，2003年6月13日—），韓國女子射箭運動員，2023年世界射箭錦標賽混合團體反曲弓金牌得主、2022年亞洲運動會女子個人反曲弓、女子團體反曲弓和混合團體反曲弓金牌得主。